# Shattered Glass
Shattered Glass – piosenka dance-popowa pochodząca z szóstego studyjnego albumu amerykańskiej wokalistki Britney Spears zatytułowanego Circus (2008). Utwór napisany został przez Dr. Luke’a, Claude’a Kelly’ego i Benny’ego Blanco, a wyprodukowany przez Luke’a i Blanco.

## Informacje o utworze
„Shattered Glass” jest dynamicznym utworem dance-popowym, zawierającym wyraźne gitarowe riffy. Autorami kompozycji są Łukasz „Dr. Luke” Gottwald, Claude Kelly i Benjamin „Benny Blanco” Levin. Wokale Spears poddane zostały procesowi auto-tune. Tekst piosenki mówi o emocjach, flircie, zdradzie i poczuciu uwięzienia, jak również o wstręcie odczuwanym do samego siebie.

## Twórcy
- Główne wokale: Britney Spears
- Producent: Lukasz „Dr. Luke” Gottwald, Benjamin „Benny Blanco” Levin
- Producent wokalu: Claude Kelly
- Wokale wspierające: Claude Kelly, Windy Wagner

## Notowania
| Listy (2008)                          | Najwyższa pozycja |
| ------------------------------------- | ----------------- |
| Kanada (Canadian Hot 100)             | 75                |
| Kanada (Hot Canadian Digital Singles) | 36                |
| Stany Zjednoczone (Billboard Hot 100) | 70                |
| Stany Zjednoczone (Billboard Pop 100) | 57                |
| Wielka Brytania (UK Singles Chart)    | 192               |